# ألكسندر وايبل
الكسندر «أليكس» وايبل (بالإنجليزية: Alexander "Alex" Waibel)‏ (ولد في 2 مايو 1956 في هايدلبرغ، ألمانيا) وهو أستاذ علوم الكمبيوتر في جامعة كارنيغي ميلون ومعهد كارلسروه للتكنولوجيا. ركز الكسندر في البحوث المتعلقة بالكلام وترجمته وإشارات وأنظمة الاتصال البشري. اشتهر وايبل بموضوع الشبكة العصبية للتأخير الزمني.
كان الدكتور وايبل مدير InterACT (المركز الدولي لتقنيات الاتصالات المتقدمة) كما كان واحدا من مؤسسي C-STAR (كونسورتيوم الدولي لأبحاث لترجمة الكلام)، وعمل كرئيس لمجلس الإدارة من 1998-2000. قام ويبل بتوجيه برنامج CHIL (المشروع المتكامل FP-6 حول الوسائط المتعددة) في أوروبا ومشروع NSF-ITR STR-DUST (أول مشروع مستقل لترجمة الكلام) في الولايات المتحدة. وهو منسق مشروع IP EU-BRIDGE بتمويل من المفوضية الأوروبية وكان ذلك في 1 فبراير 2012.
طور الكسندر وفريقه نظام ترجمة الكلام JANUS في في C-STAR وهو أول نظام في مجال الترجمة الأمريكية والأوروبية ومؤخرًا أول نظام متزامن لترجمة الكلام في الوقت الفعلي للمحاضرات. كما طور مختبره عددًا من أنظمة الوسائط المتعددة، بما في ذلك غرف الاجتماعات الإدراكية، ومحددات الاجتماع، ومتصفحات الاجتماعات، وأنظمة الحوار المتعددة الوسائط لأجهزة الروبوت.
يحمل الدكتور الكسندر وايبل العديد من براءات الاختراع في مجال الكلام وترجمته، وواجهات الوسائط المتعددة وقد أسس العديد من المشاريع التجارية الناجحة وهو مؤسس ورئيس شركة Mobile Technologies، LLC، وهو صانع تطبيق Jibbigo للترجمة والذي يستخدم للتعرف على الكلام والترجمة الالية.